# RecA

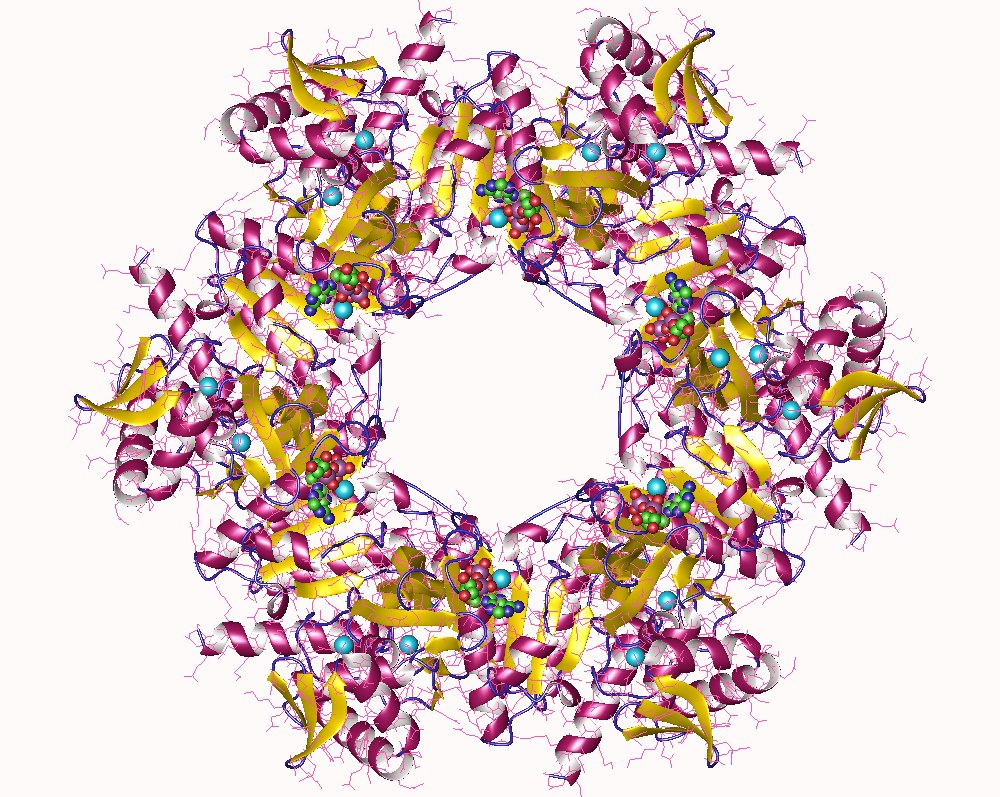
RecA hexamer, E.Coli

RecA är ett E. coli-protein, mer specifikt ett enzym, som är delaktigt vid homolog rekombination. RecA binder till enkelsträngat DNA och söker efter en homolog sekvens på en annan DNA-sträng. RAD 51 är homolog i eukaryoter. RecA spelar en roll i DNA-reparation, då ett enkelsträngat DNA–RecA-komplex behövs för att aktivera nedbrytning av LexA, som är en repressor av gener som behövs vid reparation av DNA.